# 静岡市清水庵原球場

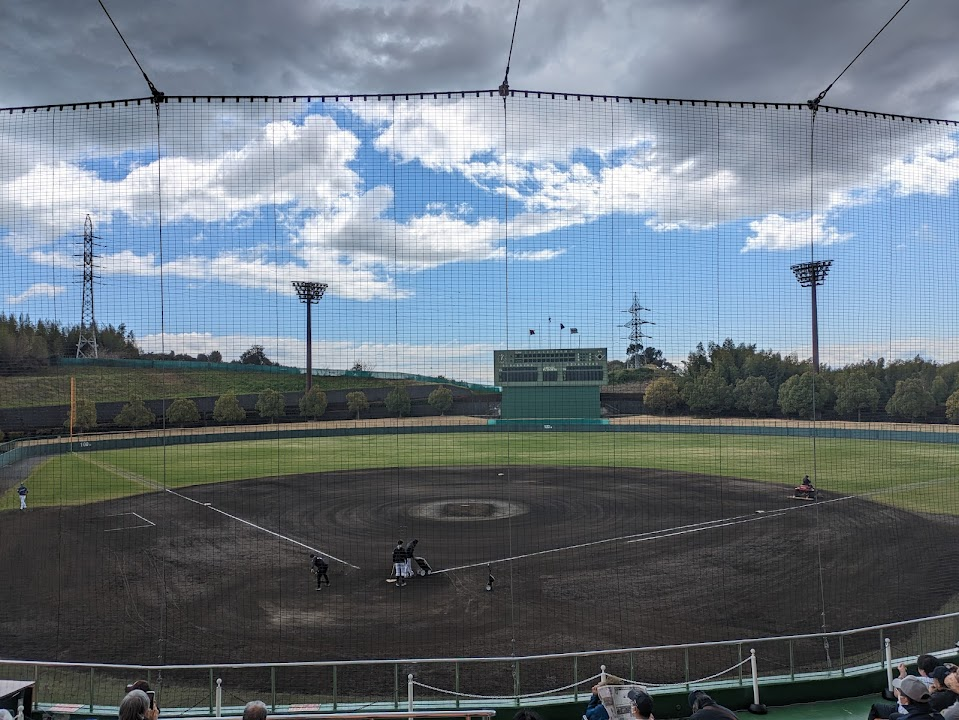
ちゅ～るスタジアム清水のグラウンド

静岡市清水庵原球場（しずおかししみずいはらきゅうじょう）は、静岡県静岡市清水区にある野球場。
施設は静岡市が所有し、公益財団法人静岡市まちづくり公社が運営管理を行っている。命名権による愛称はちゅ〜るスタジアム清水（ちゅーるスタジアムしみず）で、略称はちゅ〜るスタ。

## 歴史
静岡市清水区内にはこれまで市営の野球場が無かった。駿河区には静岡県草薙総合運動場硬式野球場（略称:草薙球場）があるが、これは県営の球場であり、静岡市の所有ではないこと、また、葵区内にある西ヶ谷球場のフィールドは全面人工芝でかつ若干狭隘であることなどから、静岡市の3区で唯一野球場がなかった清水区内に新たな野球場を建設する計画が立案された。
当初の設計段階では、プロ野球公式戦も開催できる30,000人収容の本格的な野球場を建設する構想もあったものの、結局はアマチュア野球公式戦を開催できる10,000人規模のものに落ち着いた（プロ野球は草薙球場での開催を継続）。その後整備事業が進められ、総事業費59億3000万円を掛けて2005年春に完成した。内野スタンドは全てセパレート席で、ネット裏には幕屋根が架設されている。同年7月17日、全国高等学校野球選手権大会の静岡県大会1回戦2試合でこけら落としを行い、本格的に供用を開始した。
2007年にはプロ野球・イースタン・リーグ公式戦が開催された。
2023年9月、日本野球機構（NPB）は二軍参入を目指して同機構に申請していたハヤテグループ傘下のプロ野球球団（のちに名称を「くふうハヤテベンチャーズ静岡」に決定）の二軍（ウエスタン・リーグ）参加を内定した。同球団は本球場を本拠地にすることを表明しているため、静岡市はシーズン開幕となる2024年4月までに同球場をプロ仕様に改修するほか、施設の維持管理費に充てる目的で同球場の命名権販売を行うことが2023年10月に報じられた。命名権は12月26日まで募集し、清水区のいなば食品のみ応募があった。2024年1月16日、同社のペット用おやつブランド「ちゅ〜る」にちなみ、愛称を「ちゅ〜るスタジアム清水」とすることが正式に決定した。契約期間は同月25日から5年間。また、契約金額は年間7150万円で、静岡市とくふうハヤテで分配する。
なお、決定直後の2024年4月にはいなば食品の不祥事が明るみになっているが、契約については影響が皆無であった。
当球場での初試合は、2024年3月5日に春季教育リーグの対広島東洋カープ戦を、3月15日に公式戦の対オリックス・バファローズ戦をそれぞれ開催した。

## 施設概要
- グラウンド面積：-m2
- 両翼：100m、中堅：122m
- 内野：クレー舗装、外野：天然芝
- 収容人員：10,000人
  - 内野：4,000人（セパレート席）（うち8席は車いす専用）、外野：6,000人（芝生）
- スコアボード：磁気反転式
- 照明設備：照明塔6基（最大照度：内野750Lx、外野400Lx）

球場内には常設の売店が無いので試合の都度設営されている。また常設の飲食店も無いのでくふうハヤテの試合開催時にはキッチンカーによる飲食物の販売が行われており、キッチンカーの種類についてはくふうハヤテのホームページで案内されている。

## 交通
- しずてつジャストライン241・244庵原線「清水庵原球場入口」停留所から徒歩約3分。（JR東海道線清水駅から241上伊佐布／244トレーニングセンター行バスで約20分。）
バスの本数は少なく、2024年から試合開催日に清水駅東口発着の無料シャトルバスが運転される場合がある（運転の有無は球団ホームページで公開、原則としてくふうハヤテのウエスタンリーグ公式戦開催時には運転されているが練習試合の場合は運転されない場合がある）[9]。
- しずてつジャストライン240清水厚生病院線「JAグリーンセンター」停留所から徒歩約15分。（JR東海道線清水駅から240清水厚生病院行バスで約15分。）
- 清水いはらICより車で約2分
隣接する第2球場を臨時駐車場として活用した場合でも、本球場の駐車場は600台程度であり、収容人数に対して不足してしまう可能性があるため、2024年から周辺で臨時駐車場の確保が検討されている[9]。